# Paulina Wiśniewska
Paulina Wiśniewska (ur. 27 listopada 1998 w Olsztynie) – polska zawodniczka mieszanych sztuk walki (MMA). Dwukrotna brązowa medalistka amatorskich mistrzostw świata IMMAF w wadze muszej z lat 2021 i 2022. Od 14 grudnia 2024 mistrzyni amerykańskiej organizacji PFL europejskiego turnieju w wadze muszej.
Urodziła się w Olsztynie, jednak mieszka pod Ostródą.

## Kariera MMA

### Zawodowa

#### Babilon MMA i Strife MMA
Zawodowo w MMA zadebiutowała 22 września 2023 podczas gali Babilon MMA 38 w Chełmie. Zwyciężyła jednogłośną decyzją sędziowską z również debiutującą Dominiką Steczkowską.
W drugiej walce podczas gali Strife Tube 3, która odbyła się 16 lutego 2024 w Radomiu, zawalczyła z bardziej doświadczoną Kingą Jędrasik. Ponownie pokonała rywalkę jednogłośnie na punkty.

#### PFL
W kwietniu 2024 roku podpisała kontrakt z amerykańską organizacją Professional Fighters League. Do jej debiutu doszło 8 czerwca 2024 podczas gali PFL Europe 2: 2024 Regular Season w Newcastle upon Tyne. Znokautowała reprezentantkę Irlandii, Dee Begley w drugiej rundzie. Był to ćwierćfinałowy pojedynek europejskiego turnieju kobiet w wadze muszej.
Półfinałowy pojedynek stoczyła 28 września 2024 podczas gali PFL Europe 3: 2024 Playoffs w szwedzkim Glasgow. Jej rywalką została doświadczona Polka, Karolina Wójcik. Polsko-polskie starcie zakończyło się jednogłośnym zwycięstwem mniej doświadczonej Wiśniewskiej, która przeszła do finału.
W finałowym starciu podczas gali PFL Europe 2024 Championships, która odbyła się 14 grudnia 2024 we francuskim Décines-Charpieu, pokonała przez techniczny nokaut już w 20 sekundzie Włoszkę, Valentinę Scatizzi. Wiśniewska została pierwszą Polką, która została mistrzynią amerykańskiej organizacji Professional Fighters League oraz pierwszą polską posiadaczką pasa w wadze muszej. Dodatkowo zdobyła 100 tysięcy dolarów. 
Pod koniec stycznia 2025 roku, menadżer Wiśniewskiej za pomocą serwisu X, zapowiedział, że jego zawodniczka ponownie weźmie udział w europejskim turnieju kobiet wagi muszej. 
Oczekiwano, że w pierwszym pojedynku w nowym sezonie PFL zawalczy z niepokonaną Gruzinką, Boreną Cercwadze 24 maja 2025 na gali PFL Europe 2: 2025 Regular Season w paryskiej Accor Arenie. Na dwa tygodnie przed wydarzeniem amerykańska organizacja ogłosiła jednak zmianę terminu i lokalizacji gali, w związku z czym występ Wiśniewskiej, podobnie jak pozostałych wcześniej ogłoszonych zawodników, stanął pod znakiem zapytania. Pod koniec czerwca 2025 roku, ogłoszono, że Wiśniewska zawalczy z Jessicą Cunhą na gali PFL Europe 2: Brussels 2025 w Brukseli. Wiśniewska w pierwszej rundzie poddała Brazylijkę duszeniem zza pleców. 

## Osiągnięcia

### Mieszane sztuki walki
- Amatorska Liga MMA
  - 2020: Puchar Polski w wadze muszej – 1 miejsce[20]
- MMA Polska
  - 2021: Mistrzostwa Polski w wadze muszej – 1 miejsce[21]
  - 2021: Mistrzostwa Polski w wadze muszej – 1 miejsce[22]
- International Mixed Martial Arts Federation(inne języki)
  - 2021: Brązowa medalistka amatorskich mistrzostw świata IMMAF(inne języki) w wadze muszej[23]
  - 2022: Brązowa medalistka amatorskich mistrzostw świata IMMAF(inne języki) w wadze muszej[24]
- Professional Fighters League
  - 2024: Zwyciężczyni turnieju PFL Europe w wadze muszej kobiet]
- Herakles
  - 2025: Herakles w kategorii Zawodniczka Roku 2024[25]
  - 2025: Herakles w kategorii Odkrycie Roku 2024[25]

## Lista zawodowych walk w MMA
| Wynik   | Bilans | Przeciwnik (bilans przed walką) | Rozstrzygnięcie                | Runda | Czas | Rozgrywki                               | Data       | Miejsce             | Uwagi                                                                                         |
| ------- | ------ | ------------------------------- | ------------------------------ | ----- | ---- | --------------------------------------- | ---------- | ------------------- | --------------------------------------------------------------------------------------------- |
| Wygrana | 6-0    | Jessica Cunha (9-4)             | Poddanie (duszenie zza pleców) | 1     | 4:12 | PFL Europe 2: Brussels 2025             | 05.07.2025 | Bruksela            |                                                                                               |
| Wygrana | 5-0    | Valentina Scatizzi (3-3)        | TKO (kolano i ciosy pięściami) | 1     | 0:20 | PFL Europe 4: 2024 Championships        | 14.12.2024 | Décines-Charpieu    | Wygrała turniej PFL Europe kobiet w wadze muszej. Zdobyła pas mistrzowski PFL w wadze muszej. |
| Wygrana | 4-0    | Karolina Wójcik (12-5)          | Decyzja (jednogłośna)          | 3     | 5:00 | PFL Europe 3: 2024 Playoffs             | 28.09.2024 | Glasgow             | Półfinał turnieju PFL Europe kobiet w wadze muszej.                                           |
| Wygrana | 3-0    | Dee Begley (4-5)                | TKO (ciosy pięściami)          | 2     | 3:08 | PFL Europe 2: 2024 Regular Season       | 08.06.2024 | Newcastle upon Tyne | Ćwierćfinał turnieju PFL Europe kobiet w wadze muszej.                                        |
| Wygrana | 2-0    | Kinga Jendrasik (2-1)           | Decyzja (jednogłośna)          | 3     | 5:00 | Strife Tube 3                           | 16.02.2024 | Radom               |                                                                                               |
| Wygrana | 1-0    | Dominika Steczkowska (0-0)      | Decyzja (jednogłośna)          | 3     | 5:00 | Babilon MMA 38: Łopaczyk vs. Jakimowicz | 22.09.2023 | Chełm               | Debiut w wadze muszej.                                                                        |